# Henrique Eduardo Alves
Henrique Eduardo Lyra Alves (Rio de Janeiro, 9 de dezembro de 1948) é um empresário, advogado, político brasileiro, ex-ministro do Turismo nos governos Dilma Rousseff e Michel Temer e filiado ao Partido Socialista Brasileiro (PSB).
Foi deputado federal por 11 mandatos consecutivos pelo Rio Grande do Norte e presidente da Câmara dos Deputados de 2013 a 2015. Foi o ministro do turismo de 16 de abril de 2015 a 28 de março de 2016, no governo Dilma Rousseff  e voltou ao cargo após a admissibilidade do processo de impeachment, através do presidente em exercício, Michel Temer, pedindo novamente demissão em 16 de junho de 2016.
Em 6 de junho de 2017, foi preventivamente preso pela Polícia Federal por fraude na construção do estádio Arena das Dunas, tendo em 8 de maio de 2018 ido para prisão domiciliar, e posteriormente, em 13 de julho foi determinado pela justiça para responder o processo em liberdade.

## Biografia
Filho de Aluízio Alves e Ivone Lyra Alves, primo do Senador Garibaldi Alves Filho. Foi aluno do curso de Direito do Centro de Ensino Unificado de Brasília (UniCEUB), mas transferiu-se para a Universidade Federal do Rio de Janeiro, onde graduou-se em 1972. Além de político é empresário e um dos proprietários do Sistema Cabugi de Comunicação, do qual fazem parte a InterTV Cabugi, afiliada da Rede Globo no Rio Grande do Norte, a Rádio Globo Natal, a Rádio Difusora de Mossoró e o jornal Tribuna do Norte, do qual é presidente.

## Carreira política
Após a cassação do mandato de seu pai pelo Ato Institucional Número Cinco em 7 de fevereiro de 1969, Henrique Eduardo Alves resolveu seguir carreira política e ingressou no MDB, elegendo-se deputado federal em 1970, 1974 e 1978. Após a extinção do bipartidarismo no governo João Figueiredo, ingressou no PP em 1980 e ali permaneceu até que seus integrantes decidiram incorporar-se ao PMDB e Henrique Eduardo Alves foi eleito presidente do diretório estadual, reelegendo-se deputado federal em 1982.
Em seu novo mandato votou a favor da emenda Dante de Oliveira em 1984 e em Tancredo Neves no Colégio Eleitoral em 1985 e, após nova vitória em 1986, participou da Assembleia Nacional Constituinte que elaborou a Constituição de 1988, reelegendo-se em 1990 quando votou a favor do processo de impeachment do presidente Fernando Collor. Obteve novos mandatos em 1994, 1998, 2002, 2006 e 2010, chegando ao posto de líder do PMDB, função que desempenhou de 2007 a 2013, quando foi eleito Presidente da Câmara dos Deputados.
Sobrinho dos políticos Garibaldi Alves e Agnelo Alves, irmão da ex-deputada Ana Catarina Alves e primo do senador Garibaldi Alves Filho e do do ex-prefeito da cidade de Natal Carlos Eduardo Alves, concorreu duas vezes à prefeitura de Natal, sem sucesso: em 1988 foi derrotado por Wilma de Faria e em 1992 por Aldo Tinoco. Durante parte do segundo governo Garibaldi Alves Filho foi Secretário de Governo.
Pelo tempo em que esteve na Câmara dos Deputados, empatou em onze mandatos com Ulysses Guimarães e está atrás de Manoel Novaes, que tem doze.

### Ministério do Turismo
Em 16 de abril de 2015, foi empossado pela presidente Dilma Rousseff no cargo de ministro do Turismo do Brasil, onde permaneceu até 28 de março de 2016, saindo com uma carta de demissão, antecedendo à saída do PMDB da base aliada do governo, que ocorreu no dia seguinte. Em 16 de junho de 2016 pediu demissão do mesmo cargo no governo Michel Temer, que havia assumido após o afastamento de Dilma Rousseff da presidência, no processo de impeachment.

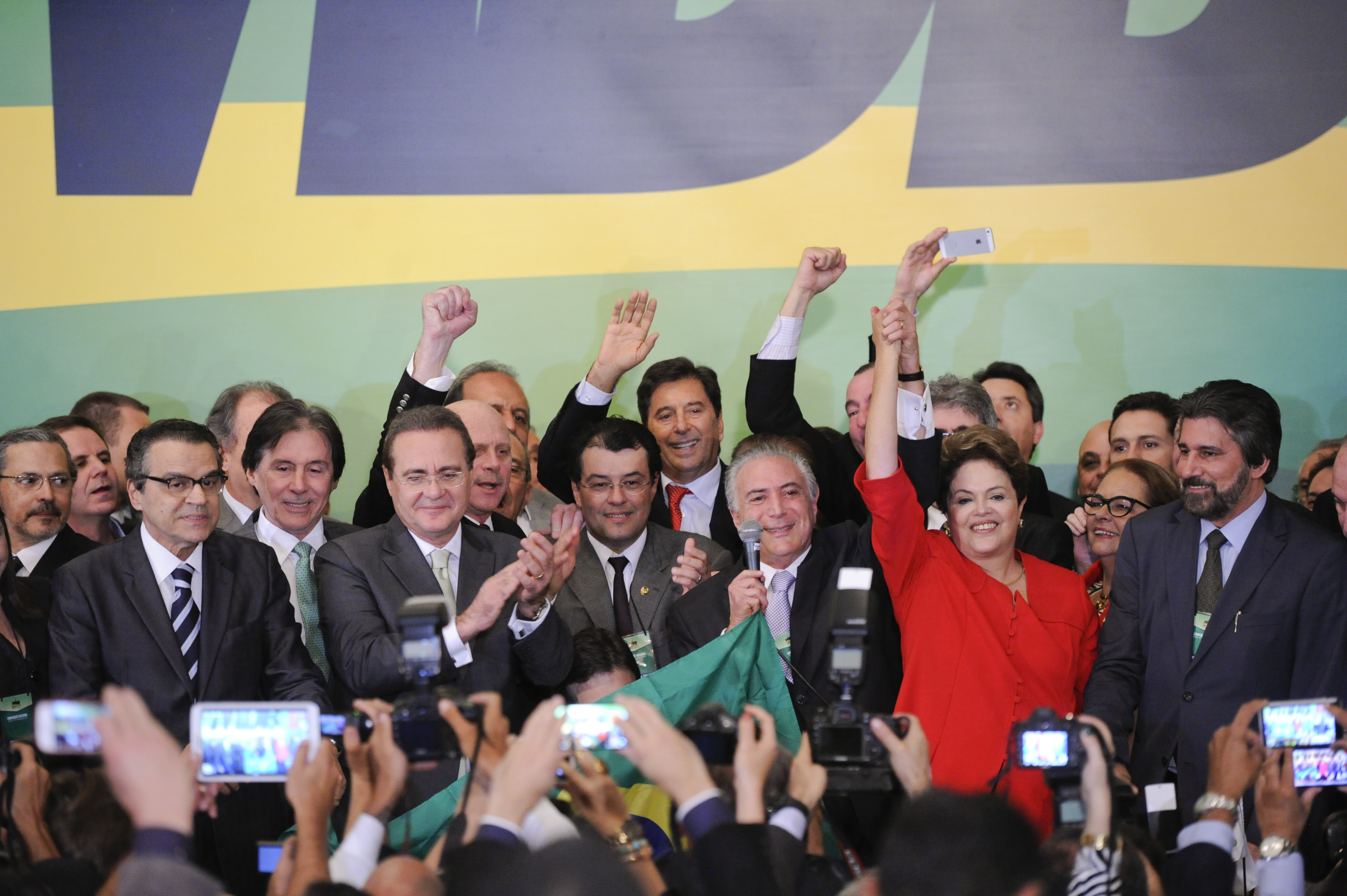
Henrique em Convenção Nacional do PMDB que definiu a chapa Dilma-Temer, em junho de 2014.

### Operação Lava Jato
Henrique Alves teve seu nome envolvido na Operação Lava Jato a partir dos termos de colaboração do doleiro Alberto Youssef e passou a ser investigado pelo MPF, estando presente na lista da PGR, conhecida popularmente como lista de Janot. Em 15 de dezembro de 2015, em uma nova fase da Lava Jato, batizada de Operação Catilinárias, o STF, através do ministro Teori Zavascki, autorizou buscas pela Polícia Federal na casa de Henrique Alves.
Em 18 de junho de 2016, a Procuradoria-Geral da República denunciou Henrique Eduardo Alves pelos crimes de lavagem de dinheiro e evasão de divisas em razão de conta atribuída a ele na Suíça A investigação, iniciada na Suíça e transferida para o Brasil, identificou uma conta ligada a Alves com saldo de 800 mil francos suíços, cerca de 2,8 milhões de reais.
Em 26 de outubro de 2016, a 10ª Vara do Distrito Federal aceitou a denúncia do Ministério Público Federal (MPF) contra os ex-presidentes da Câmara Eduardo Cunha e Henrique Eduardo Alves por corrupção, lavagem de dinheiro, prevaricação e violação de sigilo funcional em aportes de fundos de investimento administrados pela Caixa Econômica Federal, como o Fundo de Investimentos do FGTS (FI-FGTS), em empresas.  Segundo a denúncia, houve pagamento de propina em ao menos sete projetos, incluindo o Porto Maravilha, construído por OAS, Odebrecht (atual OEC) e Carioca Engenharia no Rio de Janeiro com investimento de 3,5 bilhões de reais pela Caixa, aporte que teria rendido 2,1 milhões de reais em propina. O então deputado federal Henrique Eduardo Alves foi favorecido que por meio de operações financeiras evasivas e camufladas no exterior
Em 5 de abril de 2017, em um acordo de delação premiada celebrado com o MPF, Fernando Cunha Reis, ex-presidente da Odebrecht Ambiental, teria relatado dois milhões de reais em propinas ao ex-ministro. Segundo o jornal Folha de S.Paulo, o delator afirmou que Alves teria recebido o dinheiro para sua candidatura ao governo do Rio Grande do Norte em 2014 e acabou derrotado no segundo turno pelo atual governador, Robinson Faria (PSD).

Na manhã de 6 de junho de 2017, Henrique foi preso pela Polícia Federal na Operação Manus, que investigava corrupção ativa e passiva e lavagem de dinheiro na construção da Arena das Dunas.
Em 20 de junho de 2017, o MPF do Rio Grande do Norte denunciou Henrique Eduardo Alves por prática continuada dos crimes de corrupção passiva e lavagem de dinheiro, acusado pelos procuradores da República de ter recebido propinas disfarçadas de doações eleitorais, oficiais e não oficiais, entre 2012 e 2014.
Em 13 de julho de 2018, o juiz Francisco Eduardo Guimarães Farias, da 14º Vara Federal de Natal, revogou a prisão domiciliar, e Henrique Alves passou a aguardar o julgamento em liberdade.
Nas eleições de 2022, voltou a ser candidato a deputado federal, desta vez, filiado ao PSB. No entanto, recebeu menos de 12 mil votos e não conseguiu ser eleito.